# Eucarterus
Eucarterus sparsutus es una  especie de coleóptero adéfago de la familia Carabidae y el único miembro del género monotípico Eucarterus.